# Marganell
Santa Cecilia de Montserrat (en catalán y oficialmente, Marganell) es un municipio de Cataluña, España. Perteneciente a la provincia de Barcelona, en la comarca del Bages. Según datos de 2011 su población es de 311 habitantes. Incluye los núcleos de Cal Jenet, Raval del Cisó, Pla de Roldos, El Casot, La Calsina.

## Historia
Aparece citado bajo el nombre de Marganello en documentos de 867. Formó parte del castillo del Marro, del que no quedan restos, a partir del 901.

## Símbolos

### Escudo
El escudo de Marganell se define por el siguiente blasón: Escudo losanjado: de azur, una arpa de oro acompañada de 3 cantos rodados malordenados de argén. Por timbre, una corona mural de pueblo.
Fue aprobado el 5 de julio de 1996. El arpa simboliza a Santa Cecília de Montserrat, abadía que ha sido el centro tradicional del municipio; de hecho, este era el antiguo nombre oficial de Marganell. Los cantos rodados o guijarros, aluden al martirio de San Esteban (Sant Esteve), patrón del pueblo.

## Demografía
Marganell cuenta con una población de 308 habitantes (INE 2024).
| Gráfica de evolución demográfica de Marganell entre 1842 y 2021 |
| |
| Población de derecho según los censos de población del INE. Población de hecho según los censos de población del INE.En este censo se denominaba Santa Cecilia de Montserrat y Marganell: 1842. En estos censos se denominaba Santa Cecilia de Montserrat: 1857, 1860, 1877, 1910, 1920, 1930, 1940, 1950, 1960, 1970 y 1981. En estos censos se denominaba Santa Cecilia de Monserrat: 1887, 1897 y 1900. |

## Cultura
El edificio más destacable dentro del término municipal es el monasterio de Santa Cecília de Montserrat del que destaca su capilla románica. El monasterio estuvo activo hasta que se construyó el nuevo cenobio de San Benito de Montserrat en 1952 en el que reside una comunidad de monjas benedictinas. La iglesia parroquial está dedicada a San Esteban y aparece en documentos de 1143. El templo original quedó destruido en 1936. El edificio actual es de 1945.
Marganell cuenta con diversas ermitas románicas entre las que destacan la de San Jaime del siglo XII y la de San Cristóbal, del siglo XIII ampliada en el siglo XVII.
La fiesta mayor tiene lugar en el mes de septiembre. Otra fiesta tradicional es la festa del panellet que se celebra en el mes de mayo. Durante ese día, que tiene su origen en el siglo XVII, se bendicen panecillos y se realizan diversos actos populares.

## Economía
La principal actividad económica del municipio es la agricultura, destacando el cultivo de cereales. El pueblo es conocido por la elaboración de mató, queso fresco típico catalán, que se realiza con leche de vaca cuajada. Elaborado artesanalmente en el municipio , que diariamente es enviado a Barcelona y también vendido en el pequeño mercado de Montserrat (ubicado en el Mirador de los apóstoles dentro del recinto de la Abadía) donde también se ofrecen productos que provienen de sus huertos y sus granjas. 